# آيت يوسف أو علي
آيت يوسف أو علي قرية مغربية تنتمي إلى إقليم الحسيمة الساحلي، شمالي فاس، تضم بلدة آيت يوسف أو علي 16.462 نسمة (إحصاء 2004).